# Tadeusz Winiarski (anestezjolog)
Tadeusz Winiarski (ur. 19 maja 1925 w Skierniewicach, zm. 12 lipca 2005) – polski anestezjolog, dr hab. prof. nauk medycznych.

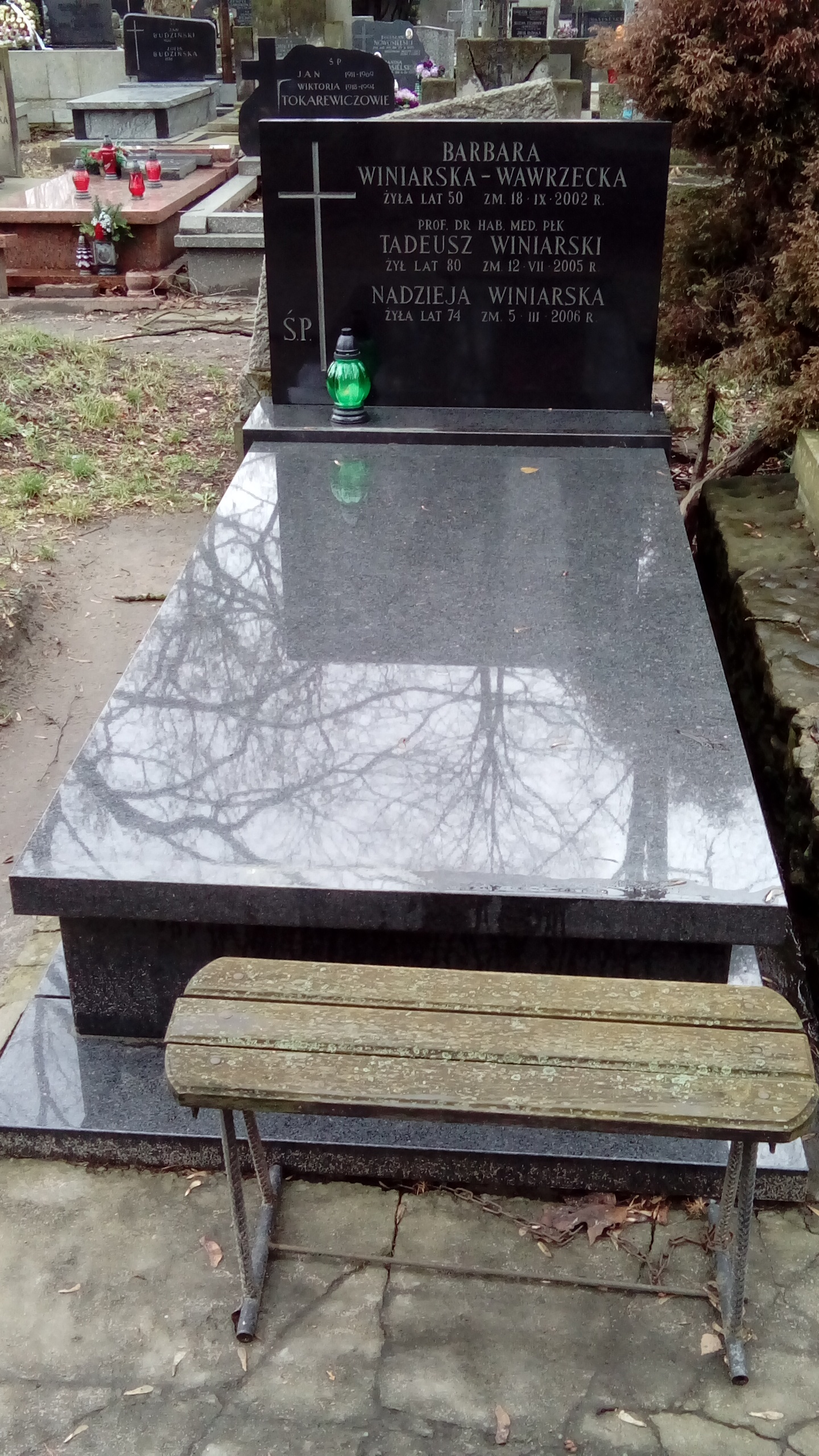
Nagrobek Tadeusza Winiarskiego

## Życiorys
W 1952 ukończył studia w Akademii Medycznej w Łodzi. Obronił pracę doktorską, następnie uzyskał stopień doktora habilitowanego. W 1983 nadano mu tytuł profesora w zakresie nauk medycznych.
Zmarł 12 lipca 2005. Pochowany został na cmentarzu Powązkowskim w Warszawie. Kwatera 129 rząd 1 grób 13.

## Życie prywatne
Jego żoną była Nadzieja Sacharczuk, z którą miał dwie córki: Barbarę i Marię.